# 安娜 (伊利諾伊州)
安娜（英語：Anna）是一個位於美國伊利諾伊州猶尼昂縣的城市。

## 地理
安娜的座標為37°27′40″N 89°14′20″W / 37.46111°N 89.23889°W，而該地的平均海拔高度為190米（即623英尺）。

## 人口
根據2010年美國人口普查的數據，安娜的面積為9.25平方千米，當中陸地面積為9.20平方千米，而水域面積為0.05平方千米。當地共有人口4442人，而人口密度為每平方千米480.22人。